# Production participative
Cet article concerne la production participative en général. Pour le cas particulier de la psychologie, voir Production participative (psychologie).
La production participative, aussi appelée crowdsourcing, production par les pairs ou externalisation ouverte, est l'utilisation du travail, de la créativité, de l'intelligence et du savoir-faire d'un grand nombre de personnes pour réaliser certaines tâches traditionnellement effectuées par un employé ou un entrepreneur.
Cela se fait par un appel à un public ciblé (quand un niveau minimal d'expertise est nécessaire) ou par un appel ouvert à un large public. Le travail est éventuellement, mais pas nécessairement, rémunéré. Il peut s'agir d’externaliser la production d’une connaissance autrefois produite au sein d’une entreprise ou d’une organisation, ou de démarches plus innovantes menées à l’initiative même des utilisateurs.
C'est un des domaines émergents de la gestion des connaissances.
Il existe de nombreuses formes, outils, buts et stratégies de la production participative. Le travail est en général mené collaborativement. Cette forme de travail numérisé se distingue ainsi de la production participative, lequel s'effectue individuellement et en parallèle. Dans une approche économique, il peut s'agir de remplir une tâche au moindre coût ou de développer collaborativement une resource utile à ses usagers et au grand public. 
Certaines démarches dites de sciences participatives et sciences citoyennes existent. Ces démarches visent à acquérir un plus grand nombre de données, par exemple sur des échelles géographiques qui seraient autrement inaccessibles à des chercheurs insuffisamment nombreux ou ne pouvant faire preuve d'ubiquité (dans le domaine de l'astronomie, des sciences sociales ou des sciences environnementales).

## Origine du terme
Le terme crowdsourcing est un néologisme sémantiquement calqué sur l'outsourcing (externalisation). La traduction littérale de crowdsourcing est « approvisionnement par la foule, ou par un grand nombre [de personnes] », mais l'expression ne reflète pas vraiment le sens anglo-saxon du terme ; « Impartition à grande échelle » ou encore « externalisation distribuée à grande échelle » ou « externalisation ouverte » sont d'autres traductions plus précises.
En 2006, le journaliste Jeff Howe qui utilise le terme « crowdsourcing » pour la première fois dans son article « The Rise of Crowdsourcing ». Le terme et le concept se sont ensuite rapidement répandus.
Pour le journaliste économiste Henk van Ess, en septembre 2010, le crowdsourcing consiste à canaliser les besoins ou désirs d'experts pour résoudre un problème et ensuite de partager librement la réponse avec tout le monde. Google et Wikipédia sont pour H. Van Ess les plus gros utilisateurs de crowdsourcing.
Lorsqu'il s'agit de résoudre un problème technique ou plus généralement de proposer une innovation, la société Hypios a qualifié cette démarche de crowdinnovation[réf. nécessaire].

## Historique
Ce néologisme (et mot-valise) semble avoir été conçu en 2006 par Jeff Howe et Mark Robinson, rédacteurs à Wired magazine dans un article intitulé The rise of crowdsourcing (la montée du crowdsourcing). Jeff Howe y explique que les sauts technologiques et la diffusion des outils informatiques bon marché ont fortement réduit certains écarts entre professionnels et amateurs. Cet aspect permet à des entreprises de tirer parti des compétences du public, ce qui, selon Howe, ne correspond pas à de l'externalisation, mais à du crowdsourcing.
« Crowdsourcing is an online, distributed problem-solving and production model ».
« Le crowdsourcing est un modèle de production et de résolution de problèmes en ligne et décentralisé ».
Des projets faisant appel à une intelligence collaborative et à l'internet existaient depuis plusieurs années avant la création de ce néologisme, tels que le LazyWeb, les jeux utiles de Luis von Ahn (ESP Game) ou l'approche reCAPTCHA utilisée pour certains cryptages de sécurisation du Web[à vérifier] (inspirés de la CAPTCHA, qui dérive de l'utilisation de l'humain pour améliorer la numérisation automatisée des livres). D'autres exemples de grande ampleur existent, par exemple :
- Le projet Stardust@home ; la NASA sollicite l'aide du public pour chercher des impacts de poussière spatiale dans un bloc d'aérogel à l'aide d'un microscope virtuel ;
- Le projet Galaxy Zoo ; projet astronomique en ligne invitant les internautes à collaborer à la classification de plus d'un million de galaxies à partir d'images fournies par le programme Sloan Digital Sky Survey[7]. Il n'est pas nécessaire d'être expert pour contribuer ;
- Le projet Wikipédia et de nombreux wikis associent un très grand nombre de participants dont les collaborations sont régulées à partir de quelques principes fondamentaux ;
- Le projet Tela Botanica, qui fait appel aux botanistes francophones pour améliorer et compléter les connaissances en botanique. Dans ce cas, les participants ont une certaine expertise, voire sont des botanistes confirmés ou experts.
- Le projet OpenStreetMap qui fait appel à la contribution volontaire pour améliorer sa base de données géographiques mondiale sous licence libre.

Le terme est rapidement devenu populaire auprès de certaines entreprises, auteurs et médias, comme raccourci pour désigner une tendance émergente à utiliser une certaine collaboration de masse, facilitée par les technologies dites Web 2.0, pour atteindre des objectifs économiques, culturels, sociaux ou scientifiques.
Les nouvelles technologies de l'information et de la communication, et en particulier de nouveaux outils de travail collaboratif ou participatif ont, depuis les années 1990, rendu ces approches plus aisées et plus accessibles.
En 2007, apparaît Ushahidi, un site qui permet d'agréger des informations en temps réel lors de crises. Les informations, qui proviennent de courriels ou de SMS d'acteurs anonymes, sont géolocalisées, triées et présentées sur le site en temps réel. Initialement créé pour documenter les violences postélectorales au Kenya en 2007-2008, il sert régulièrement depuis pour d'autres troubles sociaux et lors de catastrophes naturelles. Il s'agit, en quelque sorte de journalisme ou de gestion de crise crowdsourcé.
Le Centre Sismologique Euro-Méditerranéen (CSEM) a mis en place un système de détection sismique par le monitoring des pics de trafic sur son site internet et des mots-clés sur Twitter.
Les bibliothèques, les archives et les musées recourent également à la participation collaborative de leurs usagers pour enrichir leurs catalogues ou pour ajouter des métadonnées aux documents qu'ils ont numérisés. Dès 2008, la Bibliothèque du Congrès permet aux utilisateurs de rajouter des tags sur les photographies numérisées. De même, la Bibliothèque nationale australienne propose aux utilisateurs de corriger les transcriptions automatiques de journaux australiens obtenues par la reconnaissance optique de caractères,.
Avec les SIG (Systèmes d'Information Géographiques) collaboratifs et de nouveaux outils tels qu'OpenStreetMap ou WikiMapia, la cartographie s'ouvre aussi au crowdsourcing notamment via la cartographie citoyenne citizen mapping.
De plus en plus d'utilisations du crowdsourcing apparaissent en santé et recherche médicale.

## Aspects éthiques, limites ou controverses…
Le crowdsourcing est riche de potentialités pour rendre l'internet plus durable et pour créer une société mondiale de l'innovation, mais il interpelle également les citoyens sur le statut de l'expertise et de l'expert, ou encore sur la propriété intellectuelle d'un travail ou l'usage qui en sera fait. De même, le financement participatif, principe dérivé de la production participative, est parfois utilisé pour réunir les sommes d'argent présentées comme nécessaires à un projet ou à une entreprise, mais peut — quand il ne fixe pas ses règles éthiques — donner lieu à certaines dérives.
Une question souvent posée est celle de la responsabilité en cas d'erreurs ou de malveillance de la part de certains acteurs. Pour les promoteurs du crowdsourcing, la loi du nombre offre une puissance statistique qui permet d'éliminer un grand nombre de résultats douteux ou de faire faire les mêmes calculs ou des observations de même type, par des personnes différentes, et ainsi de les valider. Mais ce n'est pas toujours possible (quand on cherche à observer un événement rare par exemple).
Il arrive que les experts professionnels fassent des erreurs, en recopiant des données non vérifiées, et que la précision ne soit pas garantie par le seul statut des rédacteurs.
S'il s'agit de poursuivre un but scientifique, la validité et la légitimité d'un travail basé sur le crowdsourcing nécessitent un protocole scientifique et technique clair, transparent, rigoureux et crédible, et parfois des outils et moyens humains de validation statistiques et techniques.
Ces limites pratiques se retrouvent dans l'étude théorique du phénomène de crowdsourcing, notamment dans une approche par la théorie des coûts de transaction.
Le crowdsourcing, et certains modèles économiques ou politiques sous-jacents ont suscité des critiques et controverses.
- Certaines formes de crowdsourcing peuvent en effet priver des personnes d'un emploi rémunéré. Le principe voulant que « tout travail mérite juste salaire » est mis en question.
- Dans certains domaines, des dérives sont possibles. Par exemple, des sites internet pourraient manipuler le public qu'ils flattent en lui proposant un rôle d'expert, avec des intentions cachées, commerciales ou d'embrigadement. Des infractions peuvent être réalisées, quoique non souhaitées, aux législations en vigueur, notamment celles relatives à la protection des données personnelles[17].
- L'utilisation de fichiers, issus du suivi de géolocalisation, ou de personnes, via la téléphonie mobile, pose des questions de respect ou de protection de la vie privée.
- Des sites proposent au public de surveiller via des webcams des zones réputées dangereuses ou de trafic de drogue[4], et de signaler toute activité anormale repérée sur ces zones[4]. La délation, les risques que peuvent prendre certains observateurs, ou le remplacement du travail de policiers ou d'agents de surveillance posent dans ces cas des questions éthiques et philosophiques nouvelles[4].
- Le crowdsourcing peut être utilisé à des fins malveillantes telles que le cyberharcèlement, où les personnes impliquées se mettent en commun pour retrouver les données personnelles de leur victime. Certains forums tels que 4chan sont très utilisés à cette fin.

Le terme « perverted crowdsourcing », ou « travail spéculatif » est utilisé pour désigner une forme de travail où une entreprise tierce met au service d'une entreprise cliente, des « crowdworkers » qui travailleront tous pour le projet défini, mais dont un seul (le gagnant) sera rétribué à hauteur du travail fourni par l'ensemble. Les autres participants recevront une rétribution très faible voire nulle. Le perverted crowdsourcing encourage et organise le dumping ou vente à perte.

## Crowdsourcinget économie

### Volontariat, bénévolat et altruisme… ou prestation économique?
Dans certains cas, la « foule » des participants volontaires offre a priori généreusement ses compétences, ses données. Les participants peuvent estimer être en quelque sorte remboursés de leur travail par des résultats dont tout un chacun profitera, ou estimer que l'intérêt général du projet justifie leur participation.
C'est par exemple le cas pour la communauté des internautes qui contribue sur OpenStreetMap, à Tela Botanica, aux projets de la fondation Wikimédia, etc. C'est encore le cas quand les internautes se sont plus ou moins formellement organisés au travers de forums pour poser des questions sur les problèmes informatiques qu'ils rencontrent, et partager et évaluer les solutions proposées par d'autres internautes.
Autre exemple : depuis la fin des années 1990, des informaticiens cherchent à produire des algorithmes et des outils permettant de mieux utiliser, valider, qualifier ou optimiser le crowding. Le service Volontariat en Ligne des Nations unies a été lancé en 2000 et a rapidement attiré des milliers de personnes prêtes à aider, en tant que volontaires en ligne, les organisations œuvrant en faveur du développement. Après avoir été hébergé pendant plus de trois ans sur le site Web de NetAid, le service Volontariat en Ligne a créé sa propre adresse Web en février 2004.
Dans d'autres cas, la force de travail ainsi mobilisée par des acteurs économiques, invite à rémunération. Se pose alors la question de la valorisation monétaire de ce type de production.

### Valorisation économique, avec les primes, cadeaux, prix ou le micropaiement
Un des ancêtres des applications économiques du crowdsourcing pourrait être trouvé au milieu du XXe siècle avec le mécanisme de démonstration-vente à domicile (par des ménagères invitant d'autres ménagères), développé par Tupperware pour vendre ses contenants en plastique hors des filières classiques de magasins.
L'exemple de micropaiement cité par Jeff Howe est celui de Claudia Menashe recherchant quelques photos pour illustrer la grippe aviaire sur un stand lors d'une exposition du National Health Museum (Musée national de la santé) de Washington. Elle entre en négociation, sachant son faible budget, avec un photographe professionnel, Mark Harmel, qui est prêt à lui concéder à un prix qu'il considère comme deux fois plus faible que ses tarifs habituels, 4 photos pour 600 $.
C'est alors que Claudia Menashe découvre sur iStockphoto des documents ayant les caractéristiques qu'elle recherche. Elle annonce à Mark Harmel qu'elle a trouvé son bonheur, s'étant procurée via iStockphoto, 56 images à environ 1 $ pièce. L'histoire se termine de la façon suivante : le photographe professionnel Mark Harmel a compris qu'il ne pouvait pas lutter contre une foule d'amateurs de mieux en mieux équipés (appareil photo à moins de 1 000 $, logiciel de traitement d'images, ordinateur personnel et Internet) consentant à être rétribués de 1 $ à 5 $ par photo. Il concentre maintenant son activité sur le travail à la commande.
Ce principe du micropaiement permet aux sites web de se rémunérer et à de nombreux contributeurs de se faire de l'argent de poche, ou un complément de revenus.
Un autre exemple de valorisation économique des entreprises utilisant le principe du crowdsourcing est celui des plateformes de concours de design. Le principe de ces plateformes est de proposer à ses clients la mise en ligne d'un concours de design afin de recevoir de nombreuses propositions de designs de la part des designers inscrits sur ces dites plateformes.
Enfin, certaines entreprises utilisent la production participative à des fins promotionnelles, telles Bic avec le projet Universal Typeface Experiment (en) pour le produit Cristal Stylus,, ou encore Google avec la campagne Pay With A Photo Challenge pour le service Google Photos.

## Cadre, enjeux et contexte
On peut rapprocher le crowdsourcing du concept de « pronétariat » (néologisme du même domaine, proposé par Joël de Rosnay en 2005). Le crowdsourcing peut constituer une des activités lucratives, même si elle est marginale, du « pronétaire ». Si le bénévolat peut se résumer à l'engagement volontaire à un organisme à but non lucratif, œuvre sociale ou caritative, on ne peut pas le considérer comme synonyme de crowdsourcing, dans la mesure où des sociétés commerciales sont à l'origine de la création du concept.
Un autre concept dont la logique est proche de celle du crowdsourcing est le calcul distribué. Il consiste en la mise à contribution de la puissance de calcul d'un grand nombre d'ordinateurs individuels pour effectuer des calculs très longs ou très complexes, comme le projet universitaire de sciences biomédicales Folding@home et les autres projets utilisant le logiciel BOINC.
Des projets de type « wiki » (Wikipédia par exemple), ou certaines études basées sur le crowdsourcing (ex. : détection ou mesure d'indices phénologiques de changement climatique, suivi d'indicateurs de biodiversité, etc.) peuvent virtuellement ne pas avoir de limite (temporelle ou spatiale, tant que la « foule » des participants existe, et tant qu'elle entretient le projet et les outils qui lui sont nécessaires).
Un projet peut aussi évoluer, ou engendrer des sous-projets portés par une partie des acteurs.

## Difficultés
Ces nouveaux modèles économiques sont encore fragiles : Spidart, un des pionniers dans la musique, a été mis en liquidation judiciaire le 19 janvier 2010.

## Néologismes proches
- Le financement participatif : consiste à faire financer des projets en faisant collaborer les internautes. Ce mode de financement alternatif permet d'obtenir des évaluations et des analyses émanant des participants qui souhaitent financer une souscription[4].
- Le microworking : concept remontant à il y a plusieurs siècles où une tâche complexe est répartie en un grand nombre de tâches très simplifiées. Une grande structure l'utilisant avec les technologies est Amazon avec Amazon Mechanical Turk. Des sites comme Upwork ou Witmart revendiquent 12 millions de travailleurs[30].
- La myriadisation : néologisme qui peut être utilisé lorsqu'une foule nombreuse se met ensemble pour effectuer une tâche[31].